# Metro w Tbilisi
Metro w Tbilisi (gruz. თბილისის მეტროპოლიტენი, Tbilisis Metropoliteni) – system kolei podziemnej w stolicy Gruzji Tbilisi. Uruchomione w 1966 jako czwarty system metra w byłym Związku Radzieckim.
Metro w Tbilisi ma dwie linie o łączej długości 29 km z 23 stacjami. Planowana jest budowa trzeciej linii metra. Ze względu na urozmaiconą rzeźbę terenu w mieście metro wychodzi w kilku miejscach na powierzchnię. Wagony metra kursują między 6:00 a 23:00 co 7 minut, a w godzinach szczytu – co 4–5 minut. W 2019 metro w Tbilisi przewiozło łącznie 138,8 mln pasażerów.

## Linie
|   | Nazwa                       | Data uruchomienia | Długość | Liczba stacji |
| - | --------------------------- | ----------------- | ------- | ------------- |
| 1 | Linia Achmeteli – Warketili | 1966              | 19,6 km | 16            |
| 2 | Linia Saburtalo             | 1979              | 7,7 km  | 7             |

## Interaktywna mapa
Linia 1
     Linia 2